# Merope (Tochter des Atlas)
Merope (altgriechisch Μερόπη Merópē) ist in der griechischen Mythologie eine der sieben Plejaden, eine Tochter des Atlas und der Okeanide Pleione.
Als einzige der Plejaden heiratete sie einen Sterblichen, den Sisyphos. Aus Scham hierüber verhüllte sie ihr Angesicht, und ist deshalb auch der am wenigsten leuchtstarke Stern des Siebengestirns. Mit Sisyphos zeugte sie einen Sohn, Glaukos.